# معسكر عمل الشباب الشمالي الغربي
معسكر عمل الشباب الشمالي الغربي كان معسكر عمل صيني للشباب المشتبه بهم سياسيًا تم إنشاؤه خلال الحرب الأهلية الصينية بأمر من الكومينتانغ شيانج كاي شيك في 1 فبراير 1940. تحت إدارة وحدات التدريب العسكري تحت قيادة الجنرال جيانغ جيانرين، احتجز معسكر العمل نشطاء شباب وطلاب متهمين بدعمهم الحزب الشيوعي الصيني، بما في ذلك أكثر من 300 طالب من المدارس الثانوية والكليات. لقد تعرضوا كل أسبوعين لتلقين أيديولوجية مناهضة للشيوعية.
تم توسيع عمليات معسكر عمل الشباب في الشمال الغربي بشكل مطرد حتى عام 1944، عندما أعيد تنظيمه في الفرع الشمالي الغربي لمركز تدريب فيلق الشباب.